# Pterolophia bimaculaticeps
Pterolophia bimaculaticeps är en skalbaggsart som beskrevs av Maurice Pic 1926. Pterolophia bimaculaticeps ingår i släktet Pterolophia och familjen långhorningar. Inga underarter finns listade i Catalogue of Life.